# Stevige braakrussula

Europees verspreidingsgebied; groen = Landen met meldingen van vondsten
geel = Landen zonder vondsten
lichtgrijs = Geen gegevens voorhanden
donker grijs = Buiten Europa

De stevige braakrussula (Russula nobilis) is een schimmel behorend tot de familie Russulaceae. Hij vormt mycorrhiza met de beuk in lanen en bossen en is algemeen op allerlei bodemtypen op zandgronden.

## Kenmerken
Hoed
De hoed heeft een diameter van 3 tot 9 cm. Bij jong vruchtlichamen is de hoed bolvormig tot halfbolvormig, later wordt deze gewelfd en ten slotte uitgespreid. De hoedhuid is licht plakkerig en vermiljoenkleurig tot karmijnrood. Vochtig glanst ze, droog is de huid mat fluweelachtig. Met de leeftijd vervaagt de kleur vaak in het midden. De huid kan alleen aan de rand worden afgepeld, het vruchtvlees eronder is roze tot roodachtig van kleur. De rand van de hoed raakt wat berijpt bij verouderen.
Lamellen
De lamellen staan dicht bijeen en zijn smal aan de steel gehecht. Ze zijn wit met dikwijls een blauwe zweem. Veel lamellen zijn gevorkt.
Steel
De steel is 2 tot 8 cm lang en 1 tot 1,5(2) cm dik. Het oppervlak is glad of licht ruw, zonder roze verkleuring, hooguit met een vage roze tint. Het verkleurt oranje na bekrassing met IJzer(II)sulfaat. Met guajac reageert het vlees snel blauw.
Vlees
Het vruchtvlees is wit maar na opbrengen van een kaliumhydroxide-oplossing ontstaat direct een geelbruine verkleuring. Sulfovanilline verkleurt het vlees paars en een ferrosulfaatoplossing leidt tot een vies grijs-roodachtige tot vuil geelgrijze verkleuring.
Geur en smaak
De geur is aangenaam fruitig of kokosachtig, bij drogen kan een lichte geur van honing ontstaan. De smaak is brandend scherp. De paddenstoel staat als niet eetbaar te boek. 
Sporenprint
De sporenprint is puur wit (Ia volgens Romagnesi).

### Microscopische kenmerken
De sporen zijn rondachtig elliptisch en meten 7-8 x 5,5-6,5 micron. Ze zijn geornamenteerd met wratjes die slechts matig uitsteken. De wratjes zijn slechts tot 0,5 µm hoog en hebben korte of stompe stekels. Normaal gesproken zijn de wratten bijna volledig met elkaar verbonden door fijne lijntjes die een dicht netwerk vormen. De basidia zijn 40 tot 50 µm lang en 9 tot 12,5 µm breed met vier sterigmata van 5 tot 7 µm lang in diameter. De cystidia zijn 65 tot 75 lang en 7,5 tot 10 μm breed, ze zijn langwerpig en bolvormig, stomp aan de bovenkant, meestal alleen met een onduidelijke punt. Met sulfovanilline lijken ze blauw.
De cuticula heeft 66 tot 85 µm lang en 6 tot 10 µm breed, knotsvormige pileocystidia en schilferende haren (3-4 µm)

## Verspreiding
De stevige braakrussula komt voor in Noord-Afrika (Marokko), Noord-Amerika (Verenigde Staten) en Europa. In Europa is hij wijdverbreid in het gehele verspreidingsgebied van de beuk, dat wil zeggen West- en Midden-Europa, inclusief Hongarije en Tsjechië.

## Foto's

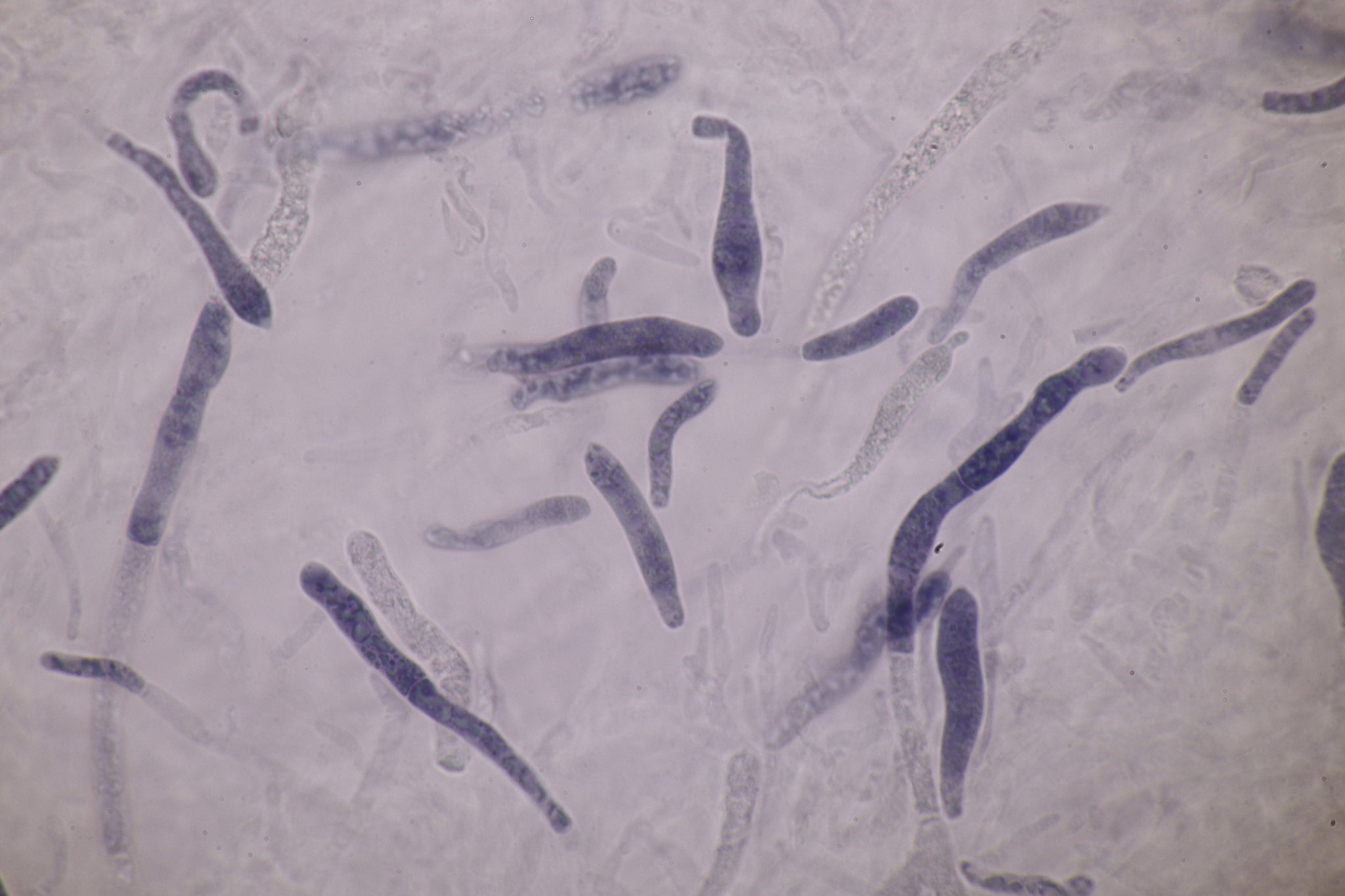
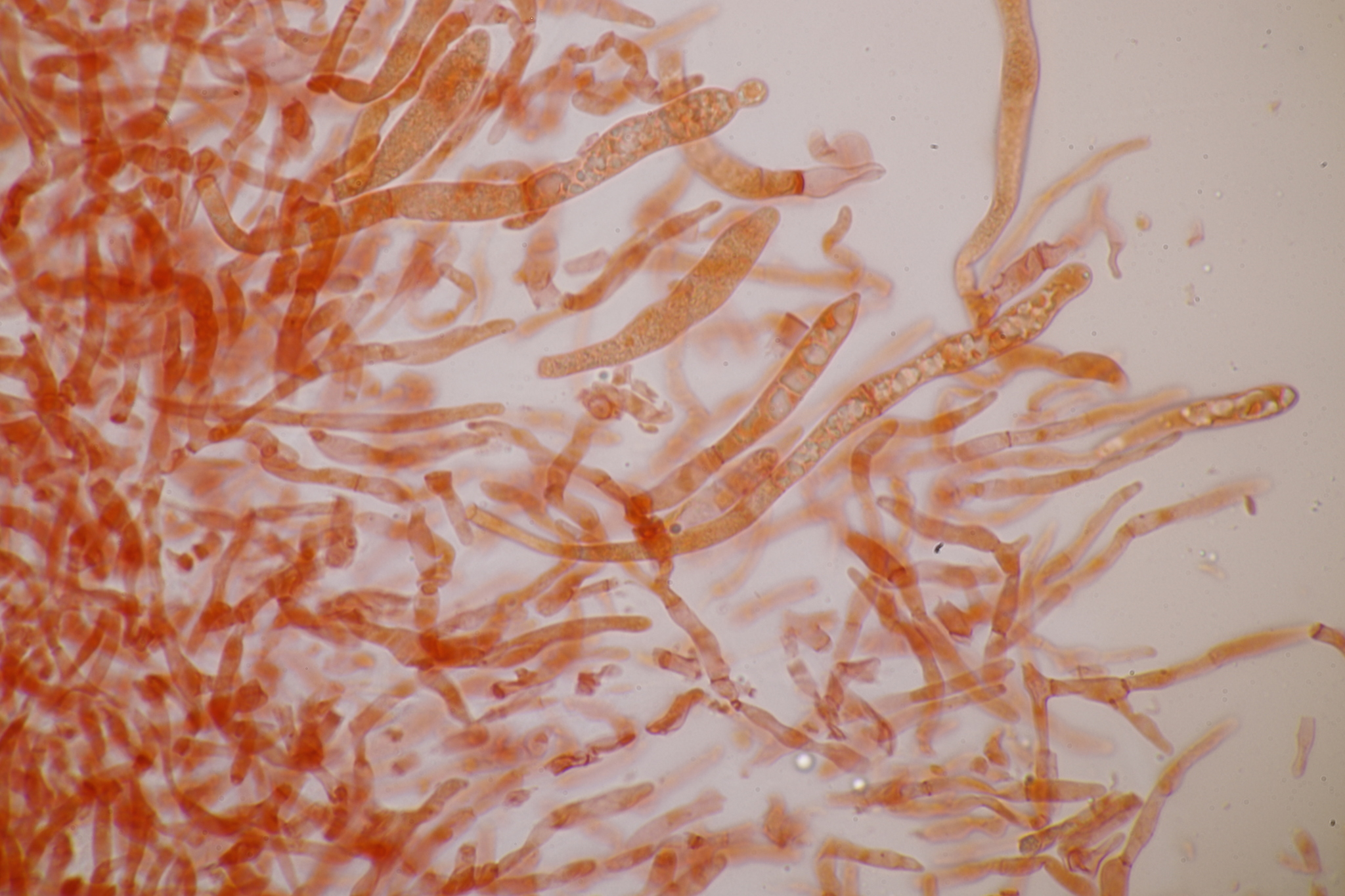
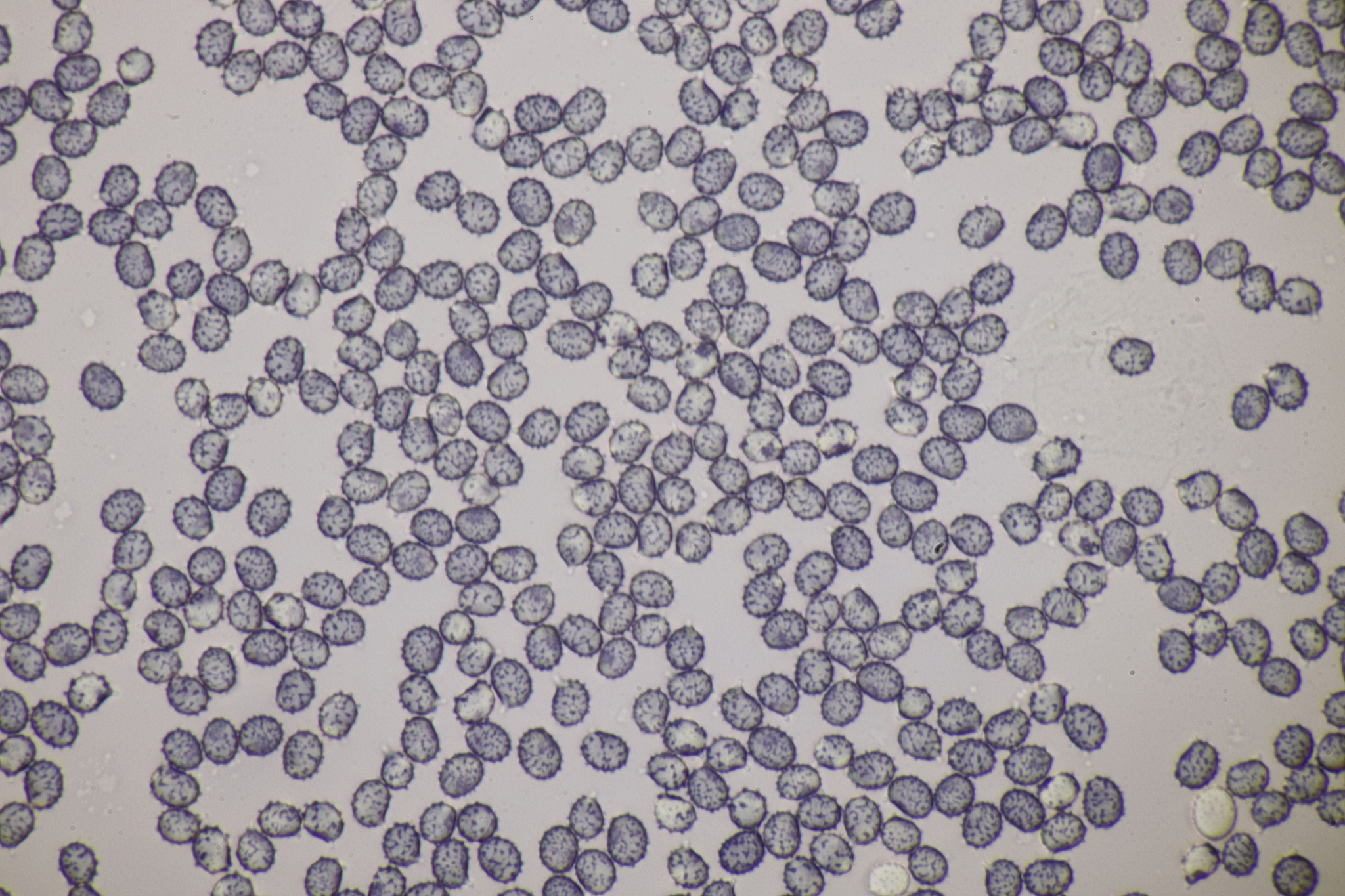